# Metrodoro de Lámpsaco (el joven)
Metrodoro de Lámpsaco (el joven)  (en griego: Μητρόδωρος ο Λαμψακηνός, Mētrodōros o Lampsakēnos) (331 a. C.-277 a. C.) fue un filósofo griego de la escuela epicúrea. Aunque es uno de los mayores exponentes del epicureísmo, solo se conservan fragmentos de su obra.

## Vida

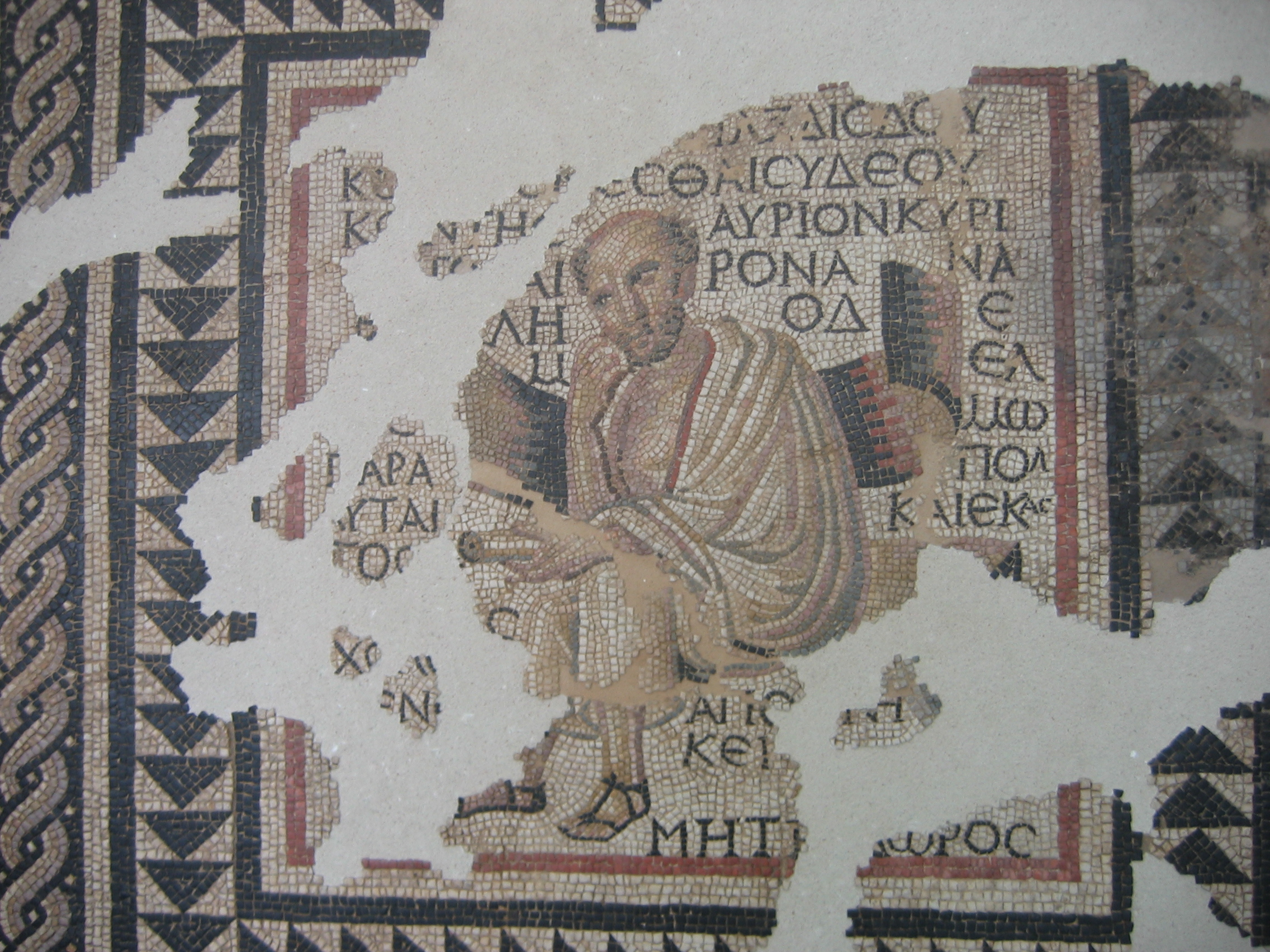
Mosaico de Metrodoro del - d.C. en el Museo Rolin, Francia. Se encuentra inscrita la Sentencia Vaticana, 14.

Era nativo de Lámpsaco, ciudad griega del Helesponto. El nombre de su padre era Ateneo o Timócrates y el de su madre, Sande. Junto con su hermano Timócrates, acudió a la escuela que Epicuro había levantado en su ciudad natal. Timócrates pronto rompió con su hermano y con Epicuro, dedicándose el resto de su vida a esparcir maliciosas habladurías sobre ambos. Metrodoro, por su parte, pronto llegó a ser el discípulo más distinguido de Epicuro, con el cual vivió en términos de la más estrecha amistad, y al que siguió más tarde a Atenas. No se separó nunca de él, excepto una vez, por un período de seis meses, cuando hizo una visita a su hogar. Tenía una hermana llamada Batis, la cual casó con el epicúreo Idomeneo".
Murió a los 53 años de edad, siete años antes de que falleciera Epicuro, que le habría designado sucesor si hubiera sobrevivido. Su esposa se llamaba Leontia. Dejó un hijo, al que llamó Epicuro, en honor a su maestro, y una hija, de cuya educación se ocupó su maestro, que los dejó al cuidado de Aminómaco y Timócrates de Potamo, para que los criaran bajo su tutela y la de Hermarco. Los días 20 de cada mes, los discípulos del Jardín celebraban una fiesta para honrar a su maestro y a Metrodoro (Eikas). Diogenes Laercio mencionó:

"Todos mis libros se entregarán a Hermarco. Y si algo le sucediera a Hermarco antes de que crezcan los niños de Metrodoro, Aminomaco y Timócrates darán de los fondos que legamos, en la medida de lo posible, lo suficiente para sus diversas necesidades, siempre que estén bien ordenadas. Y que se ocupen del resto según mis disposiciones, para que todo se pueda llevar a cabo, en la medida en que esté en su poder. De mis esclavos manumito a Mis, Nicias y Licón, y también le doy a Fedrio su libertad".

## Filosofía

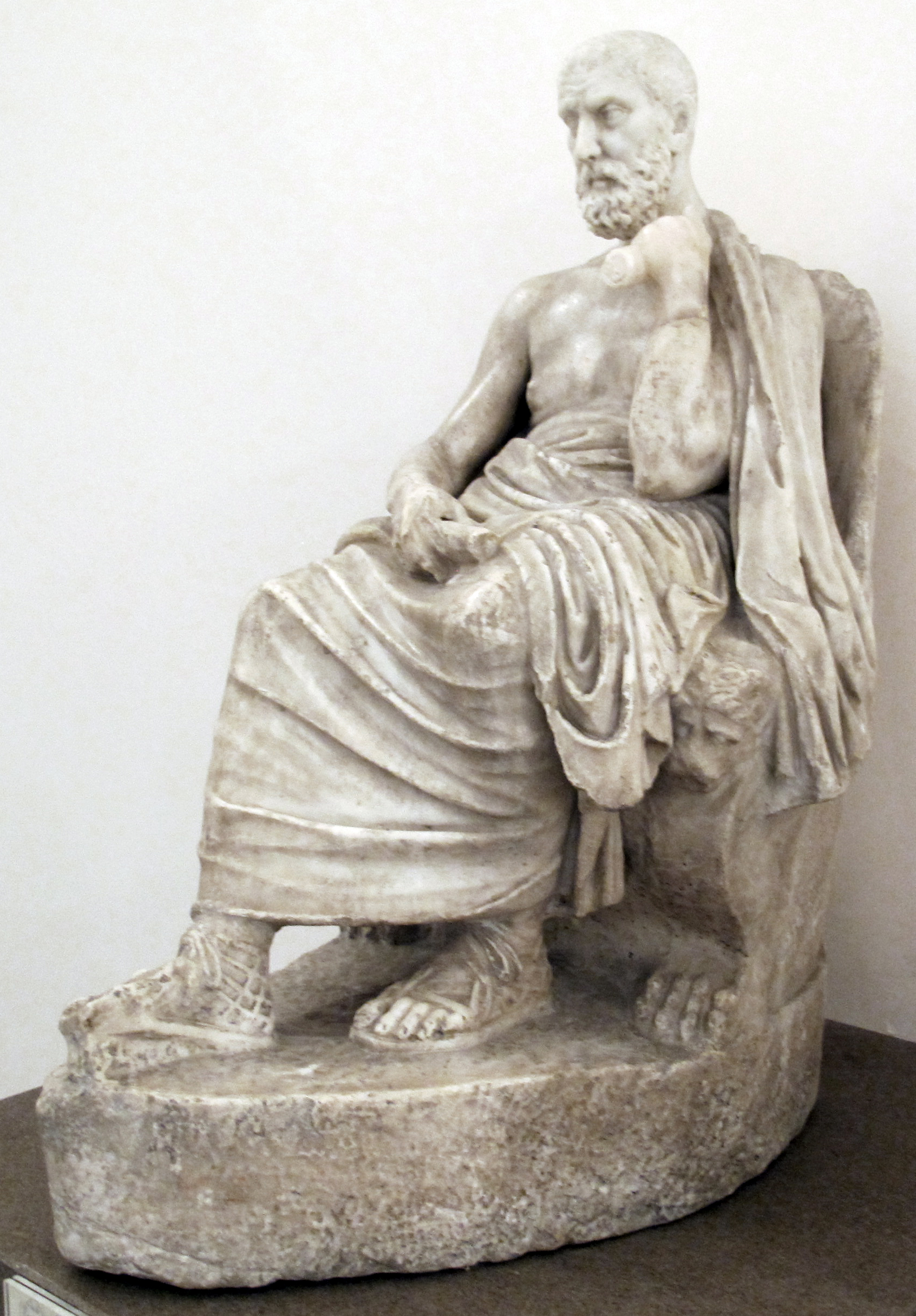
Estatua romana de Metrodoro de la Colección Farnesio, ahora en Nápoles.

La filosofía de Metrodoro parece haber sido de un género más sensual que la de Epicuro. La perfecta felicidad, según el relato dado por Cicerón, consistiría en tener un cuerpo bien constituido e inteligente y en mantenerlo siempre así. Según Séneca, Epicuro colocó a Metrodoro entre aquellos que obtienen ayuda para abrirse camino hacia la verdad.

## Obras
Diógenes Laercio da la siguiente lista de sus obras:
- Contra los médicos (3 vol)  – Πρὸς τοὺς ἰατρούς, τρία
- Sobre las sensaciones  – Περὶ αἰσθήσεων
- Contra Timócrates  – Πρὸς Τιμοκράτην[10]
- Sobre la magnanimidad  – Περὶ μεγαλοψυχίας
- Sobre la salud de Epicuro  – Περὶ τῆς Ἐπικούρου ἀρρωστίας
- Contra los dialécticos  – Πρὸς τοὺς διαλεκτικούς
- Contra los sofistas (9 vol)  – Πρὸς τοὺς σοφιστάς, ἐννέα
- Sobre el camino de la sabiduría  – Περὶ τῆς ἐπὶ σοφίαν πορείας
- Sobre el cambio  – Περὶ τῆς μεταβολῆς
- Sobre la riqueza  – Περὶ πλούτου
- Sobre la nobleza  – Περὶ εὐγενείας
- Contra Demócrito  – Πρὸς Δημόκριτον

Metrodoro también escribió contra el Eutifrón, y contra el Gorgias de Platón. Pequeños fragmentos de la obra Sobre la riqueza se encontraron entre los restos carbonizados de la Villa de los Papiros de Herculano. Filodemo hizo uso de este trabajo para algunos de los suyos. Este autor cita a Metrodoro como autor de la opinión de que la pobreza de los cínicos debía ser rechazada en favor de una vida más acomodada, aunque la riqueza no sea la felicidad.